# Stigmella floslactella
Stigmella floslactella là một loài bướm đêm thuộc họ Nepticulidae. Nó được tìm thấy ở khắp châu Âu, ngoại trừ bán đảo Balkan và các đảo thuộc Địa Trung Hải.
Sải cánh dài 5–6 mm. Con trưởng thành bay vào tháng 5 và một lần nữa vào tháng 8. Có hai lứa trưởng thành một năm.
Ấu trùng ăn Carpinus betulus, Corylus avellana, Corylus maxima và Ostrya carpinifolia. Chúng ăn lá nơi chúng làm tổ. 